# Orius niger

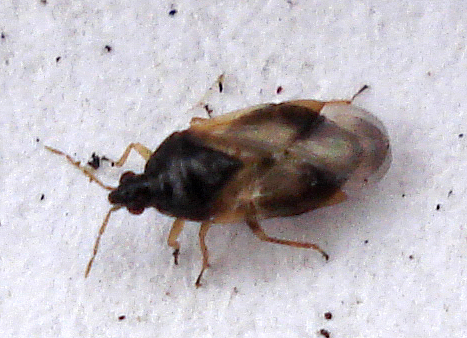

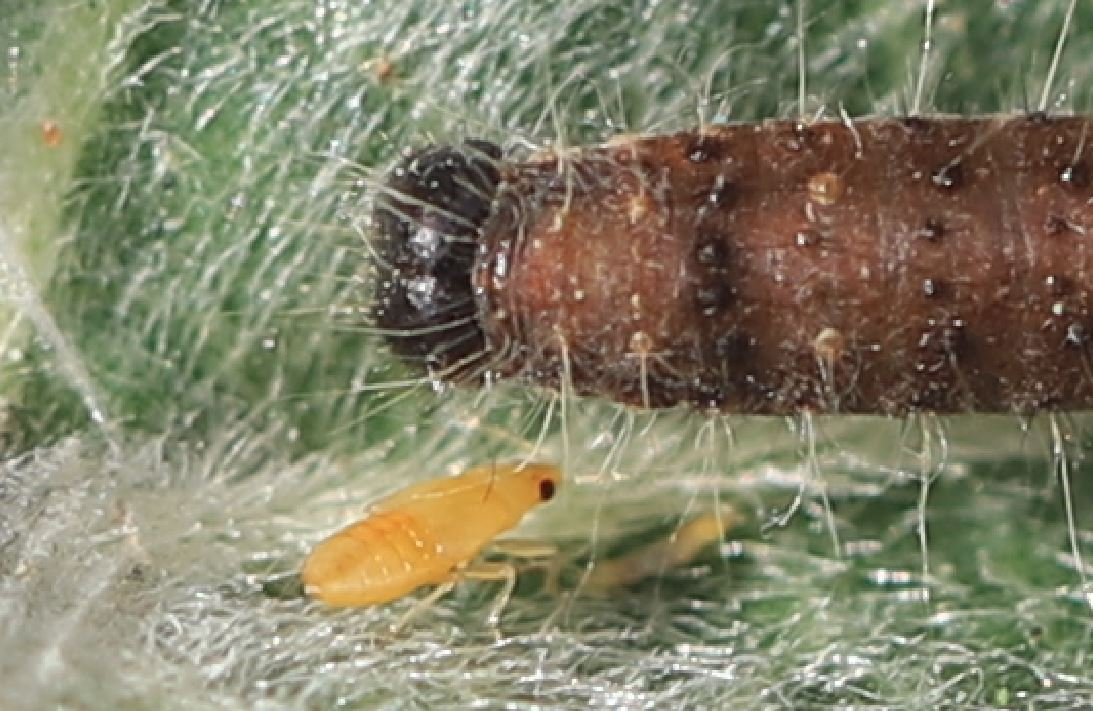
Nymphe kurz vor der letzten Häutung

Orius niger ist eine Wanze aus der Familie der Blumenwanzen (Anthocoridae).

## Merkmale
Die Wanzen werden 1,8 bis 2,3 Millimeter lang. Die sehr kleinen Wanzen der Gattung Orius sind teilweise schwer und nur mit Hilfe starker Vergrößerung bei der Betrachtung bestimmbar. Orius niger ist die einzige Art der Gattung, deren Bestimmung jedoch einfach ist. Sie ist nahezu vollständig schwarz gefärbt, lediglich die Fühler und die Schienen (Tibien) der Vorderbeine sind hell. Auch die Membranen der Hemielytren sind dunkel. Blasser gefärbte Exemplare sind allerdings häufig und damit schwer bestimmbar. An den vorderen und hinteren Ecken des Pronotums befindet sich jeweils ein einzelnes Härchen.

## Verbreitung und Lebensraum
Die Art ist in Europa, östlich bis nach Sibirien und über Zentralasien bis nach China und Indien verbreitet. Sie ist in Mitteleuropa weit verbreitet und häufig, im Norden aber viel seltener als im Süden. Sie steigt in den Alpen bis etwa 1600 Meter Seehöhe. In Großbritannien ist die Art häufig und kommt nördlich bis Yorkshire vor. Die Art hat ein größeres Wärmebedürfnis als die übrigen Arten ihrer Gattung und besiedelt daher offene Lebensräume, in Nordwestdeutschland etwa häufig Calluna-Heiden.

## Lebensweise
Die Tiere leben vor allem in der Krautschicht. Sie saugen regelmäßig an Pollen und sind damit offenbar an blühende Pflanzen gebunden. Man findet sie am häufigsten auf Raublattgewächsen (Boraginaceae), Heidekrautgewächsen (Ericaceae) und Hülsenfrüchtlern (Fabaceae), aber auch an Brennnesseln (Urtica) und Artemisia. Die Überwinterung erfolgt als Imago in lockerer Bodenstreu, unter Rindenschuppen an Stämmen oder in vertrockneten Blüten. Die meisten Männchen sterben über den Winter. Die Weibchen legen ihre Eier in Blüten von krautigen Pflanzen ab. In günstigen Jahren treten zwei Generationen auf.

## Belege